# Joachim Frederik van Sleeswijk-Holstein-Sonderburg-Plön
Joachim Frederik van Sleeswijk-Holstein-Sonderburg-Plön (Maagdenburg, 9 mei 1668 - Plön, 25 januari 1722) was van 1706 tot aan zijn dood hertog van Sleeswijk-Holstein-Sonderburg-Plön. Hij behoorde tot het huis Sleeswijk-Holstein-Sonderburg-Plön. 

## Levensloop
Joachim Frederik was de oudste zoon van hertog August van Sleeswijk-Holstein-Sonderburg-Norburg en diens echtgenote Elisabeth Charlotte, dochter van vorst Frederik van Anhalt-Harzgerode. Hij stamde uit de onbeduidende nevenlinie Norburg van het huis Sleeswijk-Holstein-Sonderburg-Plön, die op het Slot van Norburg resideerde.
In 1704 overleed hertog Johan Adolf van Sleeswijk-Holstein-Sonderburg-Plön, enkele dagen na zijn zoon Adolf August. Hierdoor was de Plön-hoofdlinie in mannelijke lijn enkel nog vertegenwoordigd door diens jonge kleinzoon Leopold August. Die stierf in 1706 op vierjarige leeftijd, waarna Joachim Frederik het hertogdom erfde. 
In 1722 stierf hij zonder mannelijke nakomelingen en met hoge schulden. Joachim Frederik werd als hertog van Sleeswijk-Holstein-Sonderburg-Plön opgevolgd door zijn neef Frederik Karel, de zoon van zijn jongere broer Christiaan Karel. 

## Huwelijken en nakomelingen
In 1704 huwde hij met zijn eerste echtgenote Magdalena Juliana (1686-1720), dochter van vorst Johan Karel van Palts-Birkenfeld-Gelnhausen. Ze kregen vier dochters:
- Charlotte Amalia (1709-1787), zuster in de Abdij van Gandersheim
- Elisabeth Juliana (1711)
- Dorothea Augusta Frederika (1712-1765), zuster in de Abdij van Gandersheim
- Christiana Louise (1713-1778), huwde eerst in 1735 met graaf Albrecht Lodewijk Frederik van Hohenlohe-Weikersheim en daarna in 1749 met prins Lodewijk Frederik van Saksen-Hildburghausen

Op 17 februari 1721 huwde Joachim Frederik met zijn tweede echtgenote Juliana Louise (1698-1740), dochter van vorst Christiaan Everhard van Oost-Friesland. In mei 1722, vier maanden na zijn dood, beviel Juliana Louise van een doodgeboren kind.